# جون فينتر (سياسي)
جون فينتر هو سياسي كندي، ولد في 1806، وتوفي في 1891.